# Kirchdorf an der Krems
Kirchdorf an der Krems là một municipality bang Oberösterreich, nước Áo. Đô thị này có diện tích 2,8 km², dân số thời điểm ngày 31 tháng 12 năm 2005 là 4070 người. 

## Cư dân nổi tiếng
- Josef Redtenbacher
- Ludwig Redtenbacher